# Confine tra Germania e Paesi Bassi
Il confine tra la Germania e i Paesi Bassi ha una lunghezza di 577 km ed è demarcato da cippi frontalieri e corsi d'acqua.

## Caratteristiche
Inizia sulla costa del Mare del Nord presso l'estuario dell'Ems, conosciuto anche come baia di Dollard e, procedendo in direzione sud-ovest, termina alla triplice frontiera di Vaalserberg tra Belgio, Paesi Bassi e Germania.

## Storia
La definizione del confine risale al Trattato tra Gran Bretagna, Austria, Prussia e Russia e i Paesi Bassi siglato a margine del Congresso di Vienna il 31 maggio 1815. Il confine così definito era tra Regno Unito dei Paesi Bassi e Regno di Hannover nella parte settentrionale e Regno di Prussia nella parte meridionale. I trattati bilaterali furono quindi due: quello tra Prussia e Paesi Bassi, firmato ad Aquisgrana il 26 giugno 1816, e quello tra Hannover e Paesi Bassi, firmato a Meppen il 2 luglio 1824.
La Dichiarazione d'indipendenza del Belgio del 1830 comportò solo il passaggio di parte del confine tra Paesi Bassi e Prussia al confine tra quest'ultima e il Belgio. Le vicissitudini dei vicini tedeschi (annessione del regno di Hannover alla Prussia, creazione dell'Impero tedesco, trasformazione in Repubblica di Weimar e poi in Terzo Reich) non influirono sul tracciato del confine.
Dopo la seconda guerra mondiale i Paesi Bassi elaborarono un piano d'annessione di territori tedeschi come riparazione dei danni della guerra, il cosiddetto piano Bakker-Schut. Nel 1946 il governo olandese chiese ufficialmente agli Alleati 4.980 km² di territorio tedesco, ottenendo solo 69 km², dato il mancato assenso degli Stati Uniti, all'epoca più interessati a favorire la neonata Repubblica Federale. Questi, fatta eccezione per la collina del Duivelsberg, furono restituiti il 1º agosto del 1963 alla Germania dietro pagamento di 280 milioni di marchi.
Contestualmente alla restituzione dei territori alla Germania, attraverso due trattati firmati all'Aia il 10 giugno e l'8 agosto 1960, venivano appianati tutti i contenziosi tra i due stati, fatta eccezione per il confine marittimo nella baia di Dollard.
Nel 2014 anche quest'ultimo contenzioso fu risolto da un trattato siglato dai ministri degli esteri dei due paesi, il tedesco Frank-Walter Steinmeier e l'olandese Bert Koenders. Tale accordo prevede che il confine rimarrà ambiguo ed entrambe le nazioni condivideranno la responsabilità dell'area.